# 宍粟市立波賀小学校
宍粟市立波賀小学校（しそうしりつ はがしょうがっこう）は、兵庫県宍粟市にある市立小学校。

## 概要
宍粟市にある市立小学校の一校である。

## 沿革

### 略歴
宍粟市学校規模適正化推進計画を受け、宍粟市立波賀小学校・宍粟市立野原小学校・宍粟市立道谷小学校が統合され、宍粟市立波賀小学校として、2015年4月開校した。

### 年表
- 2015年（平成27年）
  - 4月1日 - 宍粟市立波賀小学校開校
  - 4月6日 - 宍粟市立波賀小学校開校式
  - 9月29日 - オーストラリアクイーンズランド州にあるアイアンサイド小学校の訪日団を受入
- 2016年（平成28年）7月20日 - 第1回オーストラリア訪問団出発
- 2017年（平成29年）9月25日 - アイアンサイド小学校の訪日団を受入
- 2018年（平成30年）7月21日 - 第2回オーストラリア訪問団出発

## 教育目標
波賀を愛し、自分を磨き、認め合い高め合う心豊かな児童の育成

## 学校行事
| - 4月 始業式・入学式 - 5月 - 6月 | - 7月 終業式 - 8月 - 9月 始業式 | - 10月 - 11月 - 12月 終業式 | - 1月 始業式 - 2月 - 3月 終業式・卒業式 |

## 通学区域
- 宍粟市[4]
  - 波賀町日見谷、波賀町谷、波賀町小野、波賀町今市、波賀町安賀、波賀町齋木、波賀町有賀、波賀町上野、波賀町皆木、波賀町飯見、波賀町野尻、波賀町原、波賀町日ノ原、波賀町音水、波賀町引原、波賀町鹿伏、波賀町戸倉、波賀町道谷

## 進学先中学校
- 宍粟市立波賀中学校[5]

## 通学区域内名所・旧跡
- 音水渓谷
- 波賀城史跡公園

## 交通
- 神姫バス戸倉線・エーガイヤ線 安賀 下車

## 通学区域が隣接している学校
- 宍粟市立千種小学校
- 宍粟市立蔦沢小学校
- 宍粟市立はりま一宮小学校
- 宍粟市立一宮北小学校
- 養父市立大屋小学校
- 鳥取県若桜町立若桜学園

## 画像

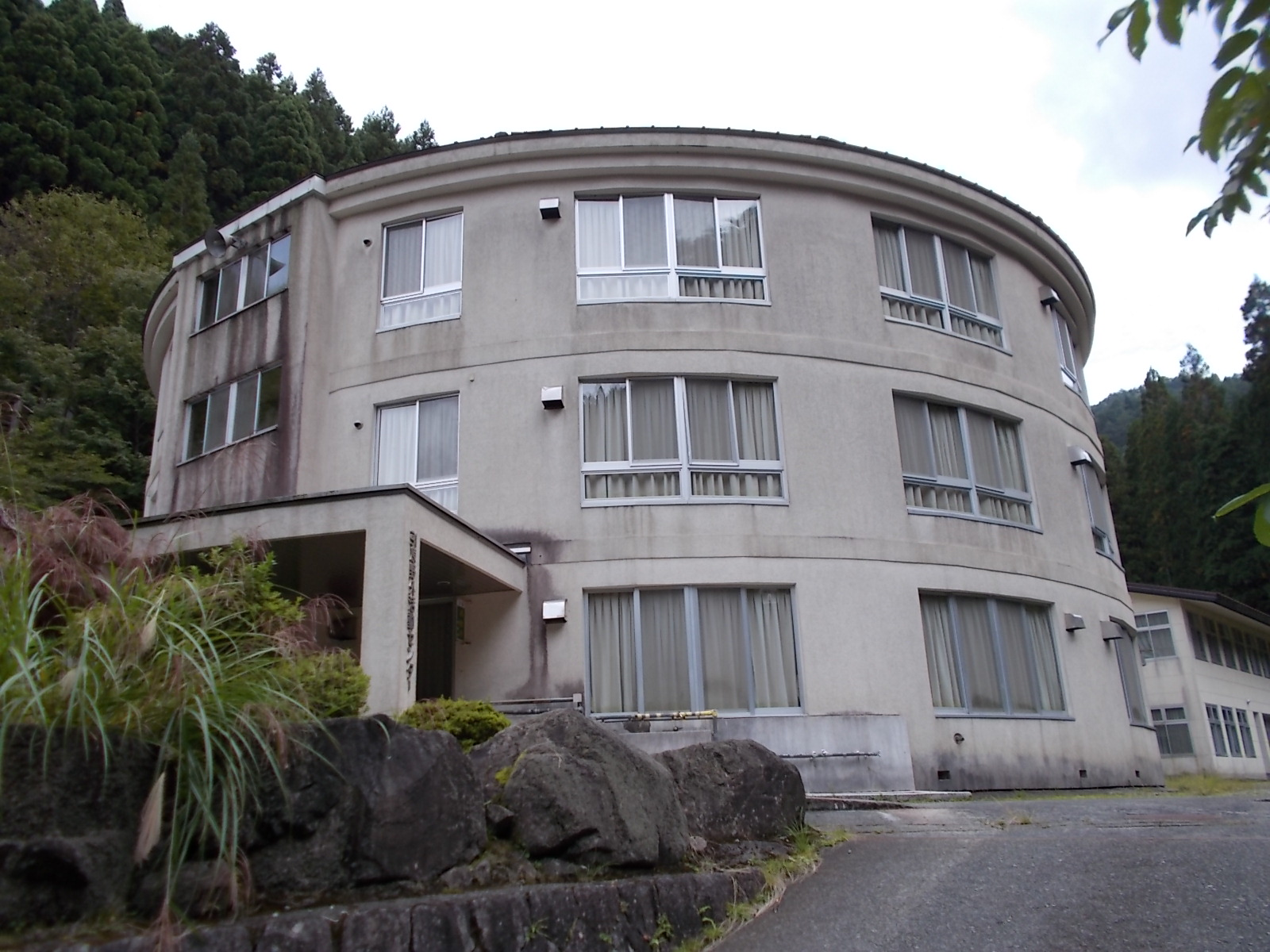
旧波賀町立引原小学校（1989年廃校）円形校舎（2017年解体）
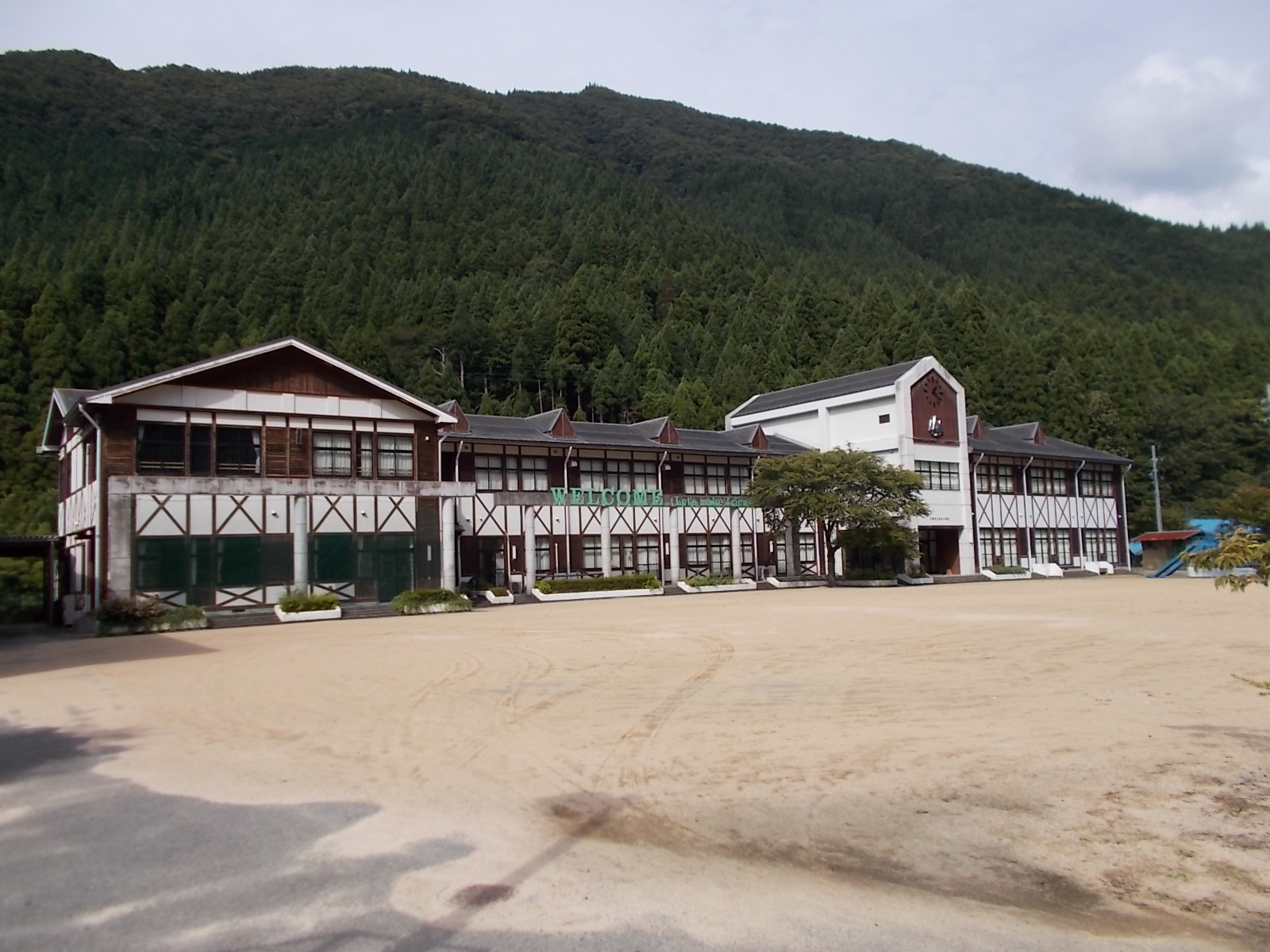
旧宍粟市立野原小学校
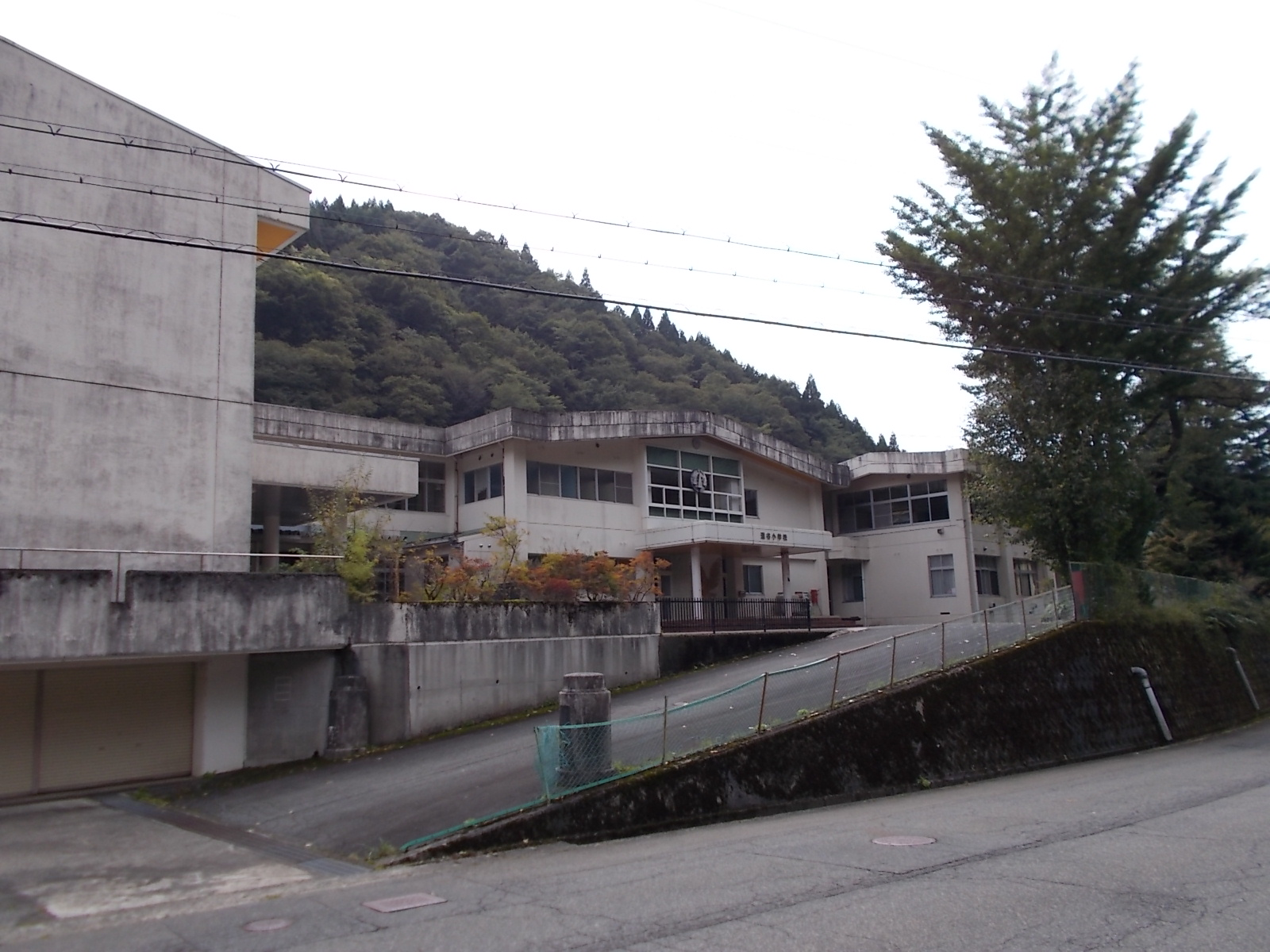
旧宍粟市立道谷小学校